# Frank Rosolino
Frank Rosolino (20. august 1926 i Detroit Michigan – 26. november 1978 i Californien USA) var en amerikansk trombonist.
Rosolino hører til en af de betydningsfulde trombonister i 1950'erne og frem til sin død i 1978.
Han har spillet med mange af jazzens store musikere såsom Charlie Parker, Stan Kenton, Thad Jones, Elvin Jones, Hank Jones, Gene Krupa, Frank Sinatra, Quincy Jones, Sarah Vaughan, Tony Bennett og Peggy Lee.
Rosolino har indspillet en del med egne grupper. 

## Eksterne kilder og henvisninger
- trombone-usa.com Arkiveret 17. juli 2011 hos  Wayback Machine
- jazzmasters.nl Arkiveret 17. maj 2011 hos  Wayback Machine